# Hippocampus algiricus
Hippocampus algiricus é uma espécie de peixe da família Syngnathidae.
Pode ser encontrada nos seguintes países: Argélia, Angola, Benin, Costa do Marfim, Gâmbia, Gana, Guiné, Libéria, Nigéria, São Tomé e Príncipe, Senegal e Serra Leoa.